# Municipio de Canteen
El municipio de Canteen (en inglés: Canteen Township) es un municipio ubicado en el condado de St. Clair en el estado estadounidense de Illinois. En el año 2010 tenía una población de 10263 habitantes y una densidad poblacional de 228,17 personas por km².

## Geografía
El municipio de Canteen se encuentra ubicado en las coordenadas 38°37′59″N 90°4′43″O / 38.63306, -90.07861. Según la Oficina del Censo de los Estados Unidos, el municipio tiene una superficie total de 44.98 km², de la cual 43.93 km² corresponden a tierra firme y (2.34%) 1.05 km² es agua.

## Demografía
Según el censo de 2010, había 10263 personas residiendo en el municipio de Canteen. La densidad de población era de 228,17 hab./km². De los 10263 habitantes, el municipio de Canteen estaba compuesto por el 39.56% blancos, el 43.24% eran afroamericanos, el 0.5% eran amerindios, el 0.27% eran asiáticos, el 0.01% eran isleños del Pacífico, el 14.04% eran de otras razas y el 2.38% pertenecían a dos o más razas. Del total de la población el 26.31% eran hispanos o latinos de cualquier raza.